# Euclystis subtremula
Euclystis subtremula är en fjärilsart som beskrevs av William Schaus 1921. Euclystis subtremula ingår i släktet Euclystis och familjen nattflyn. Inga underarter finns listade i Catalogue of Life.